# Farkas Lajos (illusztrátor)
Farkas Lajos (Somogysárd, 1963. november 9. –), magyar reklámgrafikus, illusztrátor, karikaturista és képregényrajzoló.

## Életpályája
A Magyar Képzőművészeti Főiskolán Vígh Tamás és Segesdi György növendéke, szobrász szakon végzett 1988-ban. Karikatúrái megjelentek a Ludas Matyiban, a Hócipőben és más humorlapokban. A Magyar Televízió Uborka (bábkabaré) című műsorához tervezte és kivitelezte a figurákat Tonióval (Tóth Antallal) együtt. A Postabanknak karikatúrakártyákat rajzolt politikusok képmásaival, sörszobrokat készített a Kőbányai Sörgyár számára. Dolgozott a reklámiparban, majd filmes storyboardokat készített. 
2010-től Futaki Attila asszisztenseként dolgozott több, amerikai megrendelésre készült képregényben (Percy Jackson, Severed, Conan). 2014 óta francia kiadók megbízásából rajzol képregényeket, amelyek közül néhány Magyarországon is megjelent.

## Kiadványok

### Karikatúragyűjtemény
- Tessék választani (Tónióval, Moment Média, 1997)

### Képregényei Franciaországban
- Rédemption 1: Dévotion (Soleil Productions, 2014), írta Nicolas Tackian
- Rédemption 2: Sacrifice (Soleil Productions, 2015), írta Nicolas Tackian
- Jour J 26: La Ballade des pendus (Delcourt, 2016), írta Fred Duval és Jean-Pierre Pécau
- Jour J 34: Le Dieu vert (Delcourt, 2018), írta Fred Duval és Jean-Pierre Pécau
- L’Homme de l’année 15: 1440 – L'Homme qui arrêta Barbe Bleue (Delcourt, 2019), írta Jean-Pierre Pécau
- Le Dernier dragon 2: Les Cryptes de Denderah (Delcourt, 2019), írta Jean-Pierre Pécau
- Le Dernier dragon 3: La compagnie blanche (Delcourt, 2020), írta Jean-Pierre Pécau

### Magyarul megjelent képregényei
- Himnusz (Kölcsey Ferenc költeménye nyomán, 2016), online olvasható
- Akasztottak balladája (Jour J 26 és 34 egyben, 2018, Nero Blanco Comix)
- Megváltás 1: A hit zsoldosai (Rédemption 1, 2020, Képes Krónikák)

## Díjai, elismerései
- Korcsmáros Pál-díj (2019)